# Northville (hrabstwo Fulton)
Northville – wieś w Stanach Zjednoczonych, w stanie Nowy Jork, w hrabstwie Fulton.